# 101 modi per sopravvivere al divorzio e vivere felici
101 modi per sopravvivere al divorzio e vivere felici (Who Gets the Friends?) è un film televisivo del 1988 diretto da Lila Garrett e interpretato da Jill Clayburgh.

## Trama
Dopo diciassette anni di matrimonio, la quarantenne Vikki viene abbandonata dal marito per una donna più giovane. Totalmente impreparata alla vita da single e con una figlia adolescente da crescere, Vikki cerca di risollevarsi, trovando un lavoro come commessa, provando a conoscere altri uomini e rispolverando le proprie ambizioni di fumettista. In tutto questo, capirà quali tra i suoi vecchi amici le sono rimasti fedeli e quali sono passati invece dalla parte dell'ex marito. 